# Julien Pillet
Julien Pillet (n. 28 septembrie 1977, Dijon, Franța) este un scrimer francez specializat pe sabie, laureat cu aur pe echipe la Jocurile Olimpice din 2004 și la cei din 2008. Este dublu vicecampion mondial la individual (în 2001 și 2002) și dublu campion mondial pe echipe (în 1999 și 2006), dublu vicecampion european (în 2001 și în 2009) și campion european pe echipe (în 2000).

## Legături externe
- Prezentare Arhivat în 24 septembrie 2015, la Wayback Machine. la Confederația Europeană de Scrimă
- en Julien Pillet la Olympedia.org